# C’mon (альбом Low)
C’mon — девятый студийный альбом американской инди-рок-группы Low. Он был выпущен 12 апреля 2011 года на лейбле Sub Pop (11 апреля в Европе). Альбом был записан в Sacred Heart Studio, бывшей католической церкви в Дулуте, штат Миннесота, где группа ранее записывала альбом 2002 года Trust. В альбоме приняли участие Нельс Клайн (гавайская гитара, гитара), Кейтлин Мо из Trans-Siberian Orchestra (скрипка) и Дэйв Кэрролл из Trampled by Turtles (банджо).
Альбом получил в целом положительные отзывы от современных музыкальных критиков. Согласно агрегатору рецензий Metacritic, C’mon получил «всеобщее признание».

## История
Песни «Try to Sleep» и «Especially Me» были выпущены группой в преддверии альбома; «Try to Sleep» была доступна через список рассылки группы в феврале 2011 года, а премьера «Especially Me» состоялась на Pitchfork 25 марта 2011 года. Промо-видео на песню «Try to Sleep» с Джоном Стамосом и Мелиссой Харо в главных ролях и режиссёром Трэвисом Шнайдером было выпущено одновременно с релизом альбома. Второе промо-видео на песню «Especially Me», режиссёром которого стал Фил Хардер, было выпущено 18 августа 2011 года.
В июне 2017 года песня «Especially Me» прозвучала в 5-м сезоне, 8-м эпизоде («Tied to the Tracks») сериала Netflix «Оранжевый — хит сезона».
Сопродюсером и микшером C'mon выступил Мэтт Бекли, который ранее работал с Кэти Перри, Аврил Лавин и Ванессой Хадженс; Это странный выбор для работы с Low, но, к счастью, он не боится позволить более мрачным и созерцательным песням альбома звучать так драматично, как они и должны звучать, и в то же время добавляет нужный оттенок полировки в «Especially Me» и «Something's Turning Over», где поп-течения, которые часто проходят под песнями Спархока и Паркер, вырываются на поверхность.

## Отзывы
| Совокупная оценка | Совокупная оценка |
| Источник          | Оценка            |
| ----------------- | ----------------- |
| AnyDecentMusic?   | 7.7/10            |
| Metacritic        | 80/100            |
| Оценки критиков   |                   |
| Источник          | Оценка            |
| AllMusic          | [ 6 ]             |
| The A.V. Club     | B                 |
| The Guardian      | [ 10 ]            |
| The Independent   | [ 11 ]            |
| The Irish Times   | [ 12 ]            |
| The Observer      | [ 13 ]            |
| Pitchfork         | 7.2/10            |
| Q                 | [ 15 ]            |
| Spin              | 8/10              |
| Uncut             | [ 17 ]            |

Альбом получил в целом положительные отзывы от современных музыкальных критиков. Согласно агрегатору рецензий Metacritic, Drums and Guns получил «всеобщее признание», основываясь на средневзвешенной оценке 80 из 100 из нескольких оценок критиков.
Марк Деминг из AllMusic отметил, что «Никто никогда не слушал Low, ожидая безграничного хорошего настроения, но суровая красота их лучших работ - Secret Name, Things We Lost in the Fire и Trust - сделала из хрупкой печали их свободных мелодий и голосов Алана Спархока и Мими Паркер нечто глубоко полезное. Девятый студийный альбом Low C'mon - это самая обнадеживающая музыка, которую они выпустили за последнее время. С прекрасным спокойствием открывающей композиции «Try to Sleep» и легким очарованием «You See Everything» (которая звучит как потерянная жемчужина софт-рока середины 70-х), C'mon как никогда вял для Low и в то же время дает понять, что эти музыканты ищут свет в конце туннеля. C'mon, как и альбомы Low с Фридманом, стоит в стороне от сурового минимализма ранней музыки группы. В сессиях принимали участие несколько дополнительных музыкантов (в том числе гитарист Wilco Нельс Клайн и скрипачка Кейтлин Мо), но этот материал более успешно добавляет динамику и цвет мелодиям Low, сохраняя при этом силу их элементарного подхода. Темные тучи, преследовавшие Low, все еще отчетливо видны на «Witches» и «$20», но медленное, шумное развитие к кульминации «Nothing But Heart» свидетельствует о настоящем сердце и душе, стоящих за их музыкой. C'mon, хотя и не является солнечным, это альбом, посвященный поиску ответов среди тьмы, и это мощная, глубоко трогательная работа от действительно уникальной группы».
Uncut поместил альбом на 33-е место в списке «50 лучших альбомов 2011 года».

## Список композиций
Все песни написали Mimi Parker и Alan Sparhawk.
| №   | Название                   | Длительность |
| --- | -------------------------- | ------------ |
| 1.  | «Try to Sleep»             | 4:20         |
| 2.  | «You See Everything»       | 4:08         |
| 3.  | «Witches»                  | 4:02         |
| 4.  | «Done»                     | 2:54         |
| 5.  | «Especially Me»            | 5:30         |
| 6.  | «$20»                      | 4:12         |
| 7.  | «Majesty/Magic»            | 4:14         |
| 8.  | «Nightingale»              | 5:00         |
| 9.  | «Nothing but Heart»        | 8:12         |
| 10. | «Something's Turning Over» | 3:20         |

## Чарты
| Чарт (2011)                                       | Высшая позиция |
| ------------------------------------------------- | -------------- |
| Бельгия (Flanders, Ultratop 50)                   | 60             |
| Ирландия (IRMA)                                   | 55             |
| Великобритания (UK Albums Chart, OCC)             | 49             |
| Великобритания (UK Independent Albums Chart, OCC) | 7              |
| США (Billboard 200)                               | 73             |